# Aaron Douglas (attore)
Aaron Douglas (New Westminster, 23 agosto 1971) è un attore canadese.
È meglio conosciuto per il suo ruolo di Galen Tyrol nella serie TV di Syfy Battlestar Galactica, e per il ruolo di protagonista nel dramma della CTV The Bridge. Douglas ha recitato insieme al collega di Battlestar Galactica Paul Campbell in un film originale di Syfy, Killer Mountain, che è stato presentato in anteprima il 27 agosto 2011.

## Biografia
Aaron Douglas è nato a New Westminster, un sobborgo di Vancouver, nella Columbia britannica. Suo padre, Michael Douglas, è un professore e sua madre, Arlene Elliot, è una psicologa. Ha un fratello Chris, che è di quattro anni più giovane di lui. La famiglia ha vissuto a Vancouver fino all'età di 10 anni, quando Douglas si è trasferito in una città nell'interno della provincia della Columbia britannica, Creston, dove ha frequentato la Prince Charles Secondary School da adolescente e ha recitato in produzioni scolastiche, suonando in un rock band e ha partecipato al teatro di comunità. All'età di 26 anni, lasciò il lavoro e tornò a Vancouver per intraprendere una carriera nella recitazione. Ha studiato presso il famoso William Davis Center for Actors Study presso VanArts.
Dopo aver completato il programma alla VanArts, Douglas si è esibito con la Okanagan Shakespeare Company in Canada. Molti dei suoi primi lavori di recitazione furono il risultato del suo lavoro di "lettore" per le audizioni. Il suo lavoro era leggere l'altro lato del dialogo per la persona che faceva l'audizione per un ruolo. Spesso, dopo che l'audizione era finita, il regista si rivolgeva a lui e diceva qualcosa del tipo: "Hai presente quel ruolo di poliziotto con tre battute, lo vuoi fare?" Ha iniziato a costruire il suo curriculum da quelle piccole parti.

## Vita privata
Il 1 ° novembre 2004, la moglie di Douglas, Debbie, è morta dopo aver combattuto contro il cancro al seno. Ha un figlio, Taylor, nato da una precedente relazione nel 1996.
Douglas ha un amore per l'hockey e gioca sui pattini da quando aveva 2 anni. Gioca ancora a hockey da adulto, di solito come portiere. Lui è un devoto fan di Vancouver Canucks e di solito può essere trovato alle partite in casa che grida agli arbitri insieme con amici e compagni di Sci-Fi allumi Daniel Bacon, Dan Payne, e Ryan Robbins. È anche un appassionato fan di Wil Wheaton di Star Trek: The Next Generation. Aaron ha ammesso di essere stato "fangirl" con lui quando lo ha incontrato per la prima volta a una convention nel 2008. È anche un fan confessato di The Ricky Gervais Show.

## Opere di beneficenza
Douglas lavora con una serie di enti di beneficenza, in particolare la Canadian Breast Cancer Foundation, la Canadian Cancer Society e Canucks for Kids - Canuck Place Children's Hospice.

## Filmografia

### Cinema
- Ho rapito Sinatra (Stealing Sinatra), regia di Ron Underwood (2003)
- Final Destination 2, regia di David R. Ellis (2003)
- X-Men 2 (X2), regia di Bryan Singer (2003)
- Lizzie McGuire - Da liceale a popstar (The Lizzie McGuire Movie), regia di Jim Fall (2003)
- Paycheck, regia di John Woo (2003)
- Saved!, regia di Brian Dannelly (2004)
- A testa alta (Walking Tall), regia di Kevin Bray (2004)
- The Chronicles of Riddick, regia di David Twohy (2004)
- Io, robot (I, Robot), regia di Alex Proyas (2004)
- Catwoman, regia di Pitof (2004)
- The Bridge, regia di Phil Cooke - cortometraggio (2004)
- White Noise - Non ascoltate (White Noise), regia di Geoffrey Sax (2005)
- The Little Things, regia di Gary Hawes - cortometraggio (2005)
- The Exorcism of Emily Rose, regia di Scott Derrickson (2005)
- Caos (Chaos), regia di Tony Giglio (2005)
- Il diario di Jack (Man About Town), regia di Mike Binder (2006)
- Daingerfield, regia di Jason Bourque - cortometraggio (2006)
- The Visitor, regia di Dan Lee West - cortometraggio (2007)
- Shattered - Gioco mortale (Butterfly on a Wheel), regia di Mike Barker (2007)
- Stories USA, regia collettiva (2007) - (segmento "The Little Things")
- Death Do Us Part, regia di Nicholas Humphries (2014)
- Gli occhi su di te (The Mentor), regia di Anthony Lefresne (2014)
- Niente cambia, tutto cambia (The Driftless Area), regia di Zachary Sluser (2015)
- The Orchard, regia di Darcy Van Poelgeest - cortometraggio (2015)
- The Monster, regia di Bryan Bertino (2016)
- Little Pink House, regia di Courtney Balaker (2017)
- In Plainview, regia di Matt Watterworth (2018)
- Killbird, regia di Joe Zanetti (2019)
- Thunderbird, regia di Nicholas Treeshin (2019)
- Christmas Drop: operazione regali (Operation Christmas Drop), regia di Martin Wood (2020)

### Televisione
- Ispettore Hughes: furto d'identità (The Inspectors 2: A Shred of Evidence), regia di Brad Turner – film TV (2000)
- Hollywood Off-Ramp – serie TV, episodio 1x18 (2000)
- Cold Squad - Squadra casi archiviati (Cold Squad) – serie TV, episodio 4x09 (2000)
- Dark Target - Obiettivo: sopravvivenza (Love and Treason), regia di Lewis Teague – film TV (2001)
- Oltre i limiti (The Outer Limits) – serie TV, episodio 7x13 (2001)
- Dark Angel – serie TV, episodio 2x16 (2002)
- Beyond Belief: Fact or Fiction – serie TV, episodio 4x08 (2002)
- Stargate SG-1 – serie TV, episodi 3x20-6x02 (2000-2002)
- Breaking News – serie TV, episodio 1x06 (2002)
- American Dreams – serie TV, episodio 1x01 (2002)
- Taken – miniserie TV (2002)
- Smallville – serie TV, episodi 1x20-7x14 (2002-2008)
- Prima di dirti addio (Before I Say Goodbye), regia di Michael Storey – film TV (2003)
- Uno sconosciuto accanto a me (The Stranger Beside Me), regia di Paul Shapiro – film TV (2003)
- Just Cause – serie TV, episodio 1x18 (2003)
- Black Sash – serie TV, episodio 1x06 (2003)
- Out of Order – miniserie TV, 6 episodi (2003)
- Il settimo è quello giusto (Lucky 7), regia di Harry Winer – film TV (2003)
- Jeremiah – serie TV, episodio 2x03 (2003)
- Battlestar Galactica – miniserie TV, episodi 1x01-1x02 (2003)
- The Chris Isaak Show – serie TV, episodi 2x10-3x08 (2002-2004)
- The L Word – serie TV, episodi 1x08-1x09 (2004)
- Magnitudo 10.5 (10.5) – miniserie TV, episodi 1x01-1x02 (2004)
- Andromeda – serie TV, episodio 4x20 (2004)
- The Dead Zone – serie TV, episodio 3x05 (2004)
- Battlestar Galactica – serie TV, 67 episodi (2004-2009)
- Whistler – serie TV, episodio 1x10 (2006)
- Battlestar Galactica: The Resistance – miniserie TV, 7 episodi (2006)
- Bionic Woman – serie TV, episodi 1x0-1x01 (2007)
- Reaper - In missione per il Diavolo (Reaper) – serie TV, episodio 1x05 (2007)
- Battlestar Galactica: Razor, regia di Félix Enríquez Alcalá – film TV (2007)
- David Letterman Show (Late Show with David Letterman) – serie TV, episodi 15x85 (2008)
- Battlestar Galactica: The Plan, regia di Edward James Olmos – film TV (2009)
- No Heroics, regia di Andrew Fleming – film TV (2009)
- The Bridge – serie TV, 12 episodi (2010)
- Blood: A Butcher's Tale, regia di Mark Tuit – film TV (2010)
- One Angry Juror, regia di Paul A. Kaufman – film TV (2010)
- Betwixt, regia di Christian Duguay – film TV (2010)
- Hellcats – serie TV, 9 episodi (2010-2011)
- Ghost Storm, regia di Paul Ziller – film TV (2011)
- Killer Mountain, regia di Sheldon Wilson – film TV (2011)
- Eureka – serie TV, episodio 4x18 (2011)
- Flashpoint – serie TV, episodio 4x15 (2011)
- The Firm – serie TV, episodio 1x12 (2012)
- Written by a Kid – serie TV, episodio 1x09 (2012)
- True Justice – serie TV, episodi 2x12-2x13 (2012)
- Shelf Life – serie TV, episodio 3x11 (2012)
- Hemlock Grove – serie TV, 11 episodi (2013)
- The Killing – serie TV, 12 episodi (2013)
- Falling Skies – serie TV, episodio 4x05 (2014)
- Zodiac: Il segno dell'apocalisse (Zodiac: Signs of the Apocalypse), regia di W.D. Hogan – film TV (2014)
- The Strain – serie TV, episodio 1x07 (2014)
- Girlfriends' Guide to Divorce – serie TV, episodio 1x09 (2015)
- The Returned – serie TV, 7 episodi (2015)
- iZombie – serie TV, episodi 1x08-3x01 (2015-2017)
- X-Files (The X Files) – serie TV, episodio 10x02 (2016)
- The Flash – serie TV, episodi 2x10-2x11 (2016)
- C'era una volta (Once Upon a Time) – serie TV, episodio 5x14 (2016)
- The Gourmet Detective – miniserie TV, episodio 1x03 (2016)
- Dirk Gently - Agenzia di investigazione olistica (Dirk Gently's Holistic Detective Agency) – serie TV, 8 episodi (2016)
- Supernatural – serie TV, episodio 12x14 (2017)
- Imposters – serie TV, 5 episodi (2017)
- Salvation – serie TV, episodio 2x01 (2018)
- Unspeakable – miniserie TV, episodi 1x04-1x05-1x06 (2019)
- The Twilight Zone – serie TV, episodio 1x05 (2019)
- Quando chiama il cuore (When Calls the Heart) – serie TV, episodio 6x08 (2019)
- Mystery 101 – serie TV, episodio 1x02 (2019)
- Aurora Teagarden Mysteries – serie TV, episodio 1x12 (2019)
- Van Helsing – serie TV, episodi 4x11-4x12-4x13 (2019)
- Garage Sale Mysteries – serie TV, episodio 1x16 (2019)
- Crossword Mysteries: Terminal Descent, regia di Peter Benson – film TV (2021)
- Hai paura del buio? (Are You Afraid of the Dark?) – serie TV, episodi 2x03-2x05-2x06 (2021)
- Segreti di una tata (The Watchful Eye) - serie TV (2023)

## Doppiatori italiani
Nelle versioni in italiano delle opere in cui ha recitato, Aaron Douglas è stato doppiato da:
- Fabrizio Vidale in Smallville (ep. 1x20), Delitti e misteri a Gibsons
- Roberto Stocchi in Smallville (ep. 7x14), The Killing
- Alberto Angrisano in Battlestar Galactica, Battlestar Galactica: The Plan
- Giuliano Bonetto in The L Word
- Franco Mannella in iZombie
- Edoardo Nordio in X-Files
- Stefano Alessandroni in Supernatural
- Pierluigi Astore in C'era una volta